# Clathroterebra suduirauti
Clathroterebra suduirauti is een slakkensoort uit de familie van de Terebridae. De wetenschappelijke naam van de soort is voor het eerst geldig gepubliceerd in 2004 door Terryn & Conde.